# Świt astronomiczny
Świt astronomiczny – okres przed wschodem Słońca, gdy promienie Słońca (brzask) na tyle rozświetlają niebo, że najsłabsze gwiazdy przestają być widoczne. Niebo przestaje być czarne, a instrumenty astronomiczne zaczynają rejestrować znaczący wzrost jasności tła nieba. Świt astronomiczny ma miejsce, kiedy środek tarczy Słońca znajduje się już wyżej niż 18° poniżej linii horyzontu i trwa do momentu, gdy środek tarczy Słońca przekroczy wysokość 12° poniżej linii horyzontu. Świt astronomiczny kończy okres nocy astronomicznej, a po nim (gdy środek tarczy słonecznej znajdzie się powyżej 12° poniżej linii horyzontu) zaczyna się świt żeglarski.

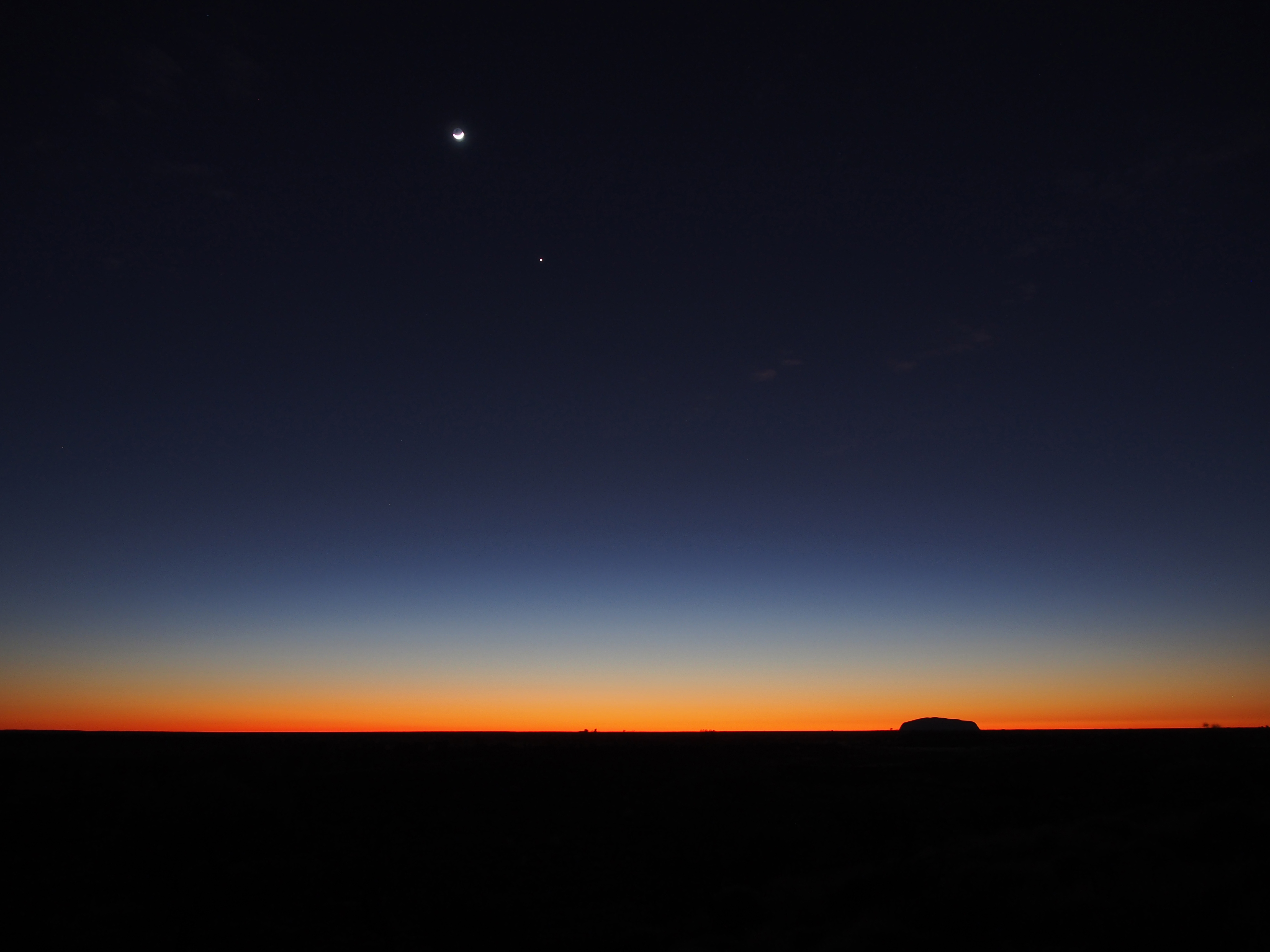
Świt astronomiczny w Uluru (Australia)

W Polsce w miesiącach wiosenno-letnich, przez pewien okres nie ma nocy astronomicznej, gdyż po zmierzchu astronomicznym następuje bezpośrednio świt astronomiczny (Słońce nie schodzi poniżej 18 stopnia pod horyzont). W zależności od szerokości geograficznej trwa to od 23 do 88 dni w pobliżu momentu przesilenia letniego.